# Club Atlético River Ebro
El Club Atlético River Ebro es un club de fútbol de España de la localidad de Rincón de Soto (La Rioja). Fue fundado en 1952, y juega en Regional Preferente de La Rioja desde su descenso en la temporada 2024-25.

## Historia
En mayo de 1952, un grupo de aficionados al fútbol de la localidad acuerdan la creación de un club de fútbol. Se acuerda que el nombre del mismo sea el de River Ebro como homenaje al río que baña sus huertas, y con una clara influencia del Club Atlético River Plate argentino. Fueron 14 vecinos de la localidad los que formaron la primera junta directiva, teniendo que poner de sus bolsillos cada uno la cantidad de 200 pesetas para afrontar los gastos que conllevaban los inicios. Su primer partido oficial lo juegan contra el River Ega de la localidad navarra de Andosilla, con el resultado de empate a 0.
El C. At. River Ebro participó hasta la temporada 1985-86 en las competiciones regionales de la Federación Navarra de Fútbol pasando en 1986 a la recién creada Federación Riojana de Fútbol siendo inscrito en la Regional Preferente.
En la temporada 1988-89 el equipo se proclamó campeón de liga y ascendió a Tercera División por primera vez en su historia. Su primera etapa en las categorías nacionales duró 8 temporadas, descendiendo al terminar el curso 1996-97 en 20.ª posición. Coincidiendo con esta etapa en Tercera División, el club contó entre 1991 y 1993 con un filial en Regional Preferente denominado C. At. River Ebro Promesas.
Tras dos temporadas en la Regional Preferente el C. At. River Ebro comenzó su segunda etapa en Tercera División, que duró 4 temporadas descendiendo como colista en la temporada 2002-03. Su regreso a la categoría regional fue efímero al lograr su segunda liga y volviendo de manera definitiva a Tercera División, logrando en la temporada 2008-09 su mejor clasificación con un 5.ª puesto. Puesto que volvería a igualar en la temporada 2018-19.
Una racha de 21 temporadas consecutivas dio fin en 2025, cuando el equipo acabó penúltimo y se consumó su descenso a Regional Preferente.

## Uniforme
- Uniforme titular: Camiseta blanquirroja, pantalón negro y medias negras.

## Estadio
El C. At. River Ebro juega sus partidos en el campo de San Miguel, con una capacidad de 3.000 espectadores.

## Palmarés
Nota: en negrita competiciones vigentes en la actualidad.
| Competición regional                     | Títulos           | Subcampeonatos    |
| ---------------------------------------- | ----------------- | ----------------- |
| Copa Federación (Navarra-La Rioja) (0/1) |                   | 2001-02.          |
| Regional Preferente de La Rioja (2/1)    | 1988-89, 2003-04. | 1998-99.          |
| Primera Regional de Navarra (1/1)        | 1981-82.          | 1980-81.          |
| Segunda Regional de Navarra (1/2)        | 1957-58.          | 1958-59, 1971-72. |

## Datos del club
- Temporadas en Primera División: 0
- Temporadas en Segunda División: 0
- Temporadas en Primera Federación: 0
- Temporadas en Segunda Federación: 0
- Temporadas en Tercera Federación / Tercera División: 33
- Mejor puesto en la liga: 5.º en Tercera División de España (temporadas 2008-09 y 2018-19)

## Trayectoria

### Histórico de temporadas
| Temporada | División     | Puesto |
| --------- | ------------ | ------ |
| 1955-56   | 2.ª Regional | 3.º    |
| 1956-57   | 2.ª Regional | 4.º    |
| 1957-58   | 2.ª Regional | 1.º    |
| 1958-59   | 2.ª Regional | 2.º    |
| 1959-60   | 1.ª Regional | 9.º    |
| 1960-61   | 1.ª Regional | 6.º    |
| 1961-62   | 1.ª Regional | 7.º    |
| 1962-63   | 1.ª Regional | 13.º   |
| 1963-64   | 1.ª Regional | 12.º   |
| 1964-65   | 1.ª Regional | 13.º   |
| 1965-66   | 2.ª Regional | 3.º    |
| 1966-67   | Inactivo     | —      |
| 1967-68   | Inactivo     | —      |
| 1968-69   | 2.ª Regional | 4.º    |
| 1969-70   | 2.ª Regional | 7.º    |
| 1970-71   | 2.ª Regional | 6.º    |
| 1971-72   | 2.ª Regional | 2.º    |
| 1972-73   | 1.ª Regional | 20.º   |
| 1973-74   | 2.ª Regional | 6.º    |
| 1974-75   | 1.ª Regional | 9.º    |

| Temporada | División       | Puesto |
| --------- | -------------- | ------ |
| 1975-76   | 1.ª Regional   | 9.º    |
| 1976-77   | 1.ª Regional   | 9.º    |
| 1977-78   | 1.ª Regional   | 7.º    |
| 1978-79   | 1.ª Regional   | 11.º   |
| 1979-80   | 1.ª Regional   | 9.º    |
| 1980-81   | 1.ª Regional   | 2.º    |
| 1981-82   | 1.ª Regional   | 1.º    |
| 1982-83   | Pref. Navarra  | 5.º    |
| 1983-84   | Pref. Navarra  | 12.º   |
| 1984-85   | Pref. Navarra  | 13.º   |
| 1985-86   | Pref. Navarra  | 14.º   |
| 1986-87   | Preferente     | 6.º    |
| 1987-88   | Preferente     | 10.º   |
| 1988-89   | Preferente     | 1.º    |
| 1989-90   | 3.ª (Grupo XV) | 17.º   |
| 1990-91   | 3.ª (Grupo XV) | 16.º   |
| 1991-92   | 3.ª (Grupo XV) | 14.º   |
| 1992-93   | 3.ª (Grupo XV) | 13.º   |
| 1993-94   | 3.ª (Grupo XV) | 9.º    |
| 1994-95   | 3.ª (Grupo XV) | 15.º   |

| Temporada | División        | Puesto |
| --------- | --------------- | ------ |
| 1995-96   | 3.ª (Grupo XV)  | 14.º   |
| 1996-97   | 3.ª (Grupo XV)  | 20.º   |
| 1997-98   | Preferente      | 6.º    |
| 1998-99   | Preferente      | 2.º    |
| 1999-00   | 3.ª (Grupo XV)  | 12.º   |
| 2000-01   | 3.ª (Grupo XV)  | 6.º    |
| 2001-02   | 3.ª (Grupo XV)  | 13.º   |
| 2002-03   | 3.ª (Grupo XV)  | 20.º   |
| 2003-04   | Preferente      | 1.º    |
| 2004-05   | 3.ª (Grupo XVb) | 6.º    |
| 2005-06   | 3.ª (Grupo XVb) | 9.º    |
| 2006-07   | 3.ª (Grupo XVI) | 10.º   |
| 2007-08   | 3.ª (Grupo XVI) | 10.º   |
| 2008-09   | 3.ª (Grupo XVI) | 5.º    |
| 2009-10   | 3.ª (Grupo XVI) | 7.º    |
| 2010-11   | 3.ª (Grupo XVI) | 10.º   |
| 2011-12   | 3.ª (Grupo XVI) | 12.º   |
| 2012-13   | 3.ª (Grupo XVI) | 12.º   |
| 2013-14   | 3.ª (Grupo XVI) | 10.º   |
| 2014-15   | 3.ª (Grupo XVI) | 12.º   |

| Temporada | División        | Puesto |
| --------- | --------------- | ------ |
| 2015-16   | 3.ª (Grupo XVI) | 11.º   |
| 2016-17   | 3.ª (Grupo XVI) | 12.º   |
| 2017-18   | 3.ª (Grupo XVI) | 11.º   |
| 2018-19   | 3.ª (Grupo XVI) | 5.º    |
| 2019-20   | 3.ª (Grupo XVI) | 11.º   |
| 2020-21   | 3.ª (Grupo XVI) | 13.º   |

| Temporada | División             | Puesto |
| --------- | -------------------- | ------ |
| 2021-22   | 3.ª RFEF (Grupo XVI) | 11.º   |
| 2022-23   | 3.ª Fed. (Grupo XVI) | 13.º   |
| 2023-24   | 3.ª Fed. (Grupo XVI) | 13.º   |
| 2024-25   | 3.ª Fed. (Grupo XVI) | 17.º   |
| 2025-26   | Preferente           |        |

LEYENDA
```
 :Ascenso de categoría

 :Descenso de categoría
```

### Participaciones en playoffs de ascenso
| Temporada | Liga         | Ronda | Rival               | Ida | Vuelta | Global |  | Ascenso |
| --------- | ------------ | ----- | ------------------- | --- | ------ | ------ |  | ------- |
| 1980-81   | 1.ª Regional | Final | C. D. Peña Azagresa | 3-2 | 1-3    | 6-3    |  |         |

## Jugadores notables
- Fernando Llorente
- Óscar Arpón
- Rubén Pardo

## Filial
Durante la campaña 2019-20 se creó el Club Atlético River Ebro Promesas que actuaría como filial del club y se inscribió en la Regional Preferente de La Rioja. El filial estuvo compitiendo hasta la temporada 2023-24, año en el que se decidió no continuar con un segundo equipo en categoría regional.